# MH 14. Thúry György Gépesített Lövészdandár
A Magyar Honvédség 14. Thúry György Gépesített Lövészdandár a Magyar Néphadsereg, illetve a Magyar Honvédség MN 8. Gépesített Lövészhadosztálynak és 2. Gépesített Hadtestnek volt közvetlen alakulata.

## Története
Az alakulat 1950-ben alakult meg Kaposváron. Majd 1952-ben Kaposvárról diszlokált Nagyatádra. 1958-ban már mint gépkocsizó lövész ezred, hadrendi számot váltva (7314) távozott a helyőrségből Nagykanizsa helyőrségbe a Dózsa György Laktanyába.
Az alakulat a Magyar Néphadsereg egyik legjobban felszerelt és kiképzett alakulata volt.
A 80-a években a PSZH-kat leváltották BMP–1 harcjárművekkel.
1987-ben a RUBIN feladat szerint a MN 8. Gépesített Lövészhadosztály felszámolásra került. Más felszámolásra ítélt alakulatoktól átvett fegyverzetet és személyzetet, így megnövekedett mind a harcoló zászlóaljak és a harckiszolgáló alakulatok létszáma is.
1990-ben mind a Dózsa György Laktanya, mind a dandár felvette Thúry György nevét.
Az alakulat 1997-ben megszűnt és Nagykanizsán a többi laktanyát is bezárták.